# Cannonball Adderley Quintet in Chicago
Cannonball Adderley Quintet in Chicago est un album studio de Julian Cannonball Adderley paru en 1959. L'album est reparu en 1964 sous le titre Cannonball & Coltrane.

## Historique
Les musiciens du quintet, y compris Adderley et John Coltrane, font partie du grand sextet des « sessions 1959 » de Miles Davis. En mars, ces mêmes musiciens enregistreront avec Miles Davis le chef-d'œuvre Kind of Blue. On retrouve par conséquent sur l'album toute la dynamique et la personnalité « davisienne » avec deux saxophonistes extraordinaires[réf. nécessaire].
Julian Adderley est crédité comme le leader de la formation[précision nécessaire].

## Titres
| No | Titre                   | Musique                         | Durée |
| -- | ----------------------- | ------------------------------- | ----- |
| 1. | Limehouse Blues         | Douglas Furber-Philip Braham    | 4:37  |
| 2. | Stars Fell on Alabama   | Frank Perkins - Mitchell Parish | 6:11  |
| 3. | Wabash                  | Cannonball Adderley             | 5:42  |
| 4. | Grand Central           | John Coltrane                   | 4:29  |
| 5. | You're Weaver of Dreams | Victor Young - Jack Elliott     | 5:31  |
| 6. | The Sleeper             | John Coltrane                   | 7:13  |

## Musiciens
- Julian Cannonball Adderley : saxophone alto (sauf n°5)
- John Coltrane : saxophone ténor (sauf n°2)
- Wynton Kelly : piano
- Paul Chambers : contrebasse
- Jimmy Cobb : batterie